# Vison de mer
Neovison macrodon
Espèce
Synonymes
- Mustela macrodon Prentis, 1903

Statut de conservation UICN

 EX  : Éteint
Le vison de mer (Neovison macrodon) est une espèce éteinte de la famille des Mustélidés, l'une des deux espèces du genre Neovison. Ce vison vivait en Amérique du Nord. On pense qu'il s'est éteint dans les années 1870.
Cette espèce a été décrite pour la première fois en 1903 par le zoologiste britannique Daniel Webster Prentiss.

## Description
Le corps du vison de mer était plus long et volumineux que le vison d'Amérique. Le plus long spécimen mesurait 82,6 cm, queue comprise. Sa queue mesurait environ 25 cm.

## Habitat
Il vivait en Amérique du Nord, dans la baie de Casco au large de Portland (Maine) et au Canada. Des os de ce vison ont été retrouvés le long de la rive côtière du nord des États-Unis, et des possibles tanières ont été trouvées dans les régions rocheuses de la façade Atlantique Nord. On pense donc que cette espèce occupait les zones côtières[réf. souhaitée].

## Alimentation
Le vison de mer avait des dents pointues et plus larges que celles du vison d'Amérique. On pense donc qu'il se nourrissait de proies aquatiques[réf. souhaitée]. Des restes de poissons ont été retrouvés dans les possibles tanières. Le vison de mer étant étroitement lié au vison d'Amérique, on pense qu'il changeait son alimentation au fil des saisons.